# Kinziebułatowo
Kinziebułatowo (ros. Кинзебулатово) – wieś (dieriewnia) w Rosji, w Baszkortostanie, w rejonie iszymbajskim. W 2010 liczyła 1058 mieszkańców.